# Château de Ralswiek
Le château de Ralswiek (Schloss Ralswiek) est un château de Poméranie-Occidentale dans le Mecklembourg-Poméranie-Occidentale en Allemagne. Il se situe à Ralswiek sur l'île de Rügen.

## Histoire

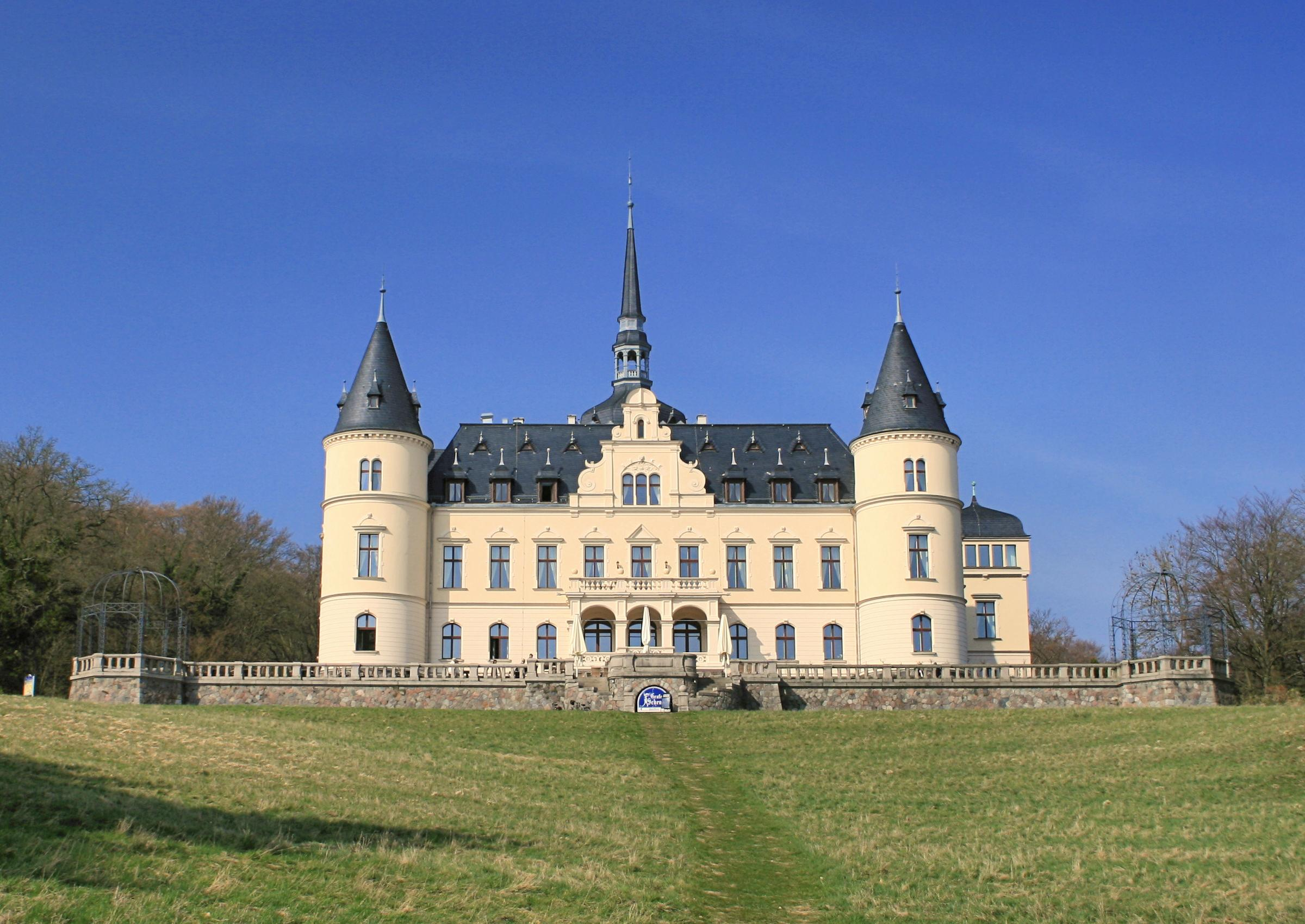
Le château vu du parc

Le château se trouve sur des terres qui ont appartenu à différentes familles féodales de Rügen au cours des âges. L'ancienne maison seigneuriale, détruite, se trouve à gauche du château actuel. C'est au XIXe siècle que l'on construit le château à un étage plus des combles avec un pignon de style Renaissance. Il est vendu en 1891 à un industriel d'Aschersleben, le comte von Douglas qui le fait arranger en style néorenaissance par G. Stroh entre 1893 et 1896. Il ressemble un peu à un château de la Loire, son pignon mis à part. Il est flanqué de deux tours, tandis qu'une haute tour domine l'ensemble au-dessus de l'entrée d'honneur de l'autre côté.
Henry Van de Velde, maître du Jugendstil, est chargé de la décoration intérieure. La famille von Douglas est expropriée et expulsée à la fin de la Seconde Guerre mondiale. L'ancien château devient un asile de vieillards, puis un bâtiment de la Croix-Rouge.
Depuis 1999, le château abrite un hôtel. L'île de Rügen est une île touristique prisée des Allemands, surtout à la belle saison.
Un festival annuel de son et lumières, le Störtebeker-Festspiele, présente des spectacles de juin à septembre. Comme le Puy du Fou en France, c'est le spectacle théâtral d'été en plein air le plus couru d'Allemagne.

## Source
- (de) Cet article est partiellement ou en totalité issu de l’article de Wikipédia en allemand intitulé « Schlosse Ralswiek » (voir la liste des auteurs).